# Венглін (Красницький повіт)
Венглін (пол. Węglin) — село в Польщі, у гміні Тшидник-Дужий Красницького повіту Люблінського воєводства.
Населення — 369 осіб (2011).
У 1975-1998 роках село належало до Тарнобжезького воєводства.

## Демографія
Демографічна структура станом на 31 березня 2011 року:
|          | Загалом | Допрацездатний вік | Працездатний вік | Постпрацездатний вік |
| -------- | ------- | ------------------ | ---------------- | -------------------- |
| Чоловіки | 185     | 39                 | 120              | 26                   |
| Жінки    | 184     | 31                 | 101              | 52                   |
| Разом    | 369     | 70                 | 221              | 78                   |